# Rendel Sebastian Pease
Rendel Sebastian "Bas" Pease FRS (2 de novembro de 1922 – 17 de outubro de 2004) foi um físico britânico.
Filho do geneticista Michael Pease e neto de Edward Reynolds Pease. Sua mãe foi Helen Bowen Wedgwood, filha de Josiah Wedgwood, 1st Baron Wedgwood. Descendente do ceramista Josiah Wedgwood.
Durante a Segunda Guerra Mundial foi membro da seção de pesquisa operacional do Comando de Bombardeios da Força Aérea Real, onde foi experto encarregado pelo uso de um sistema de navegação preciso denominado Gee-H.
Após a guerra foi diretor do Culham Laboratory for Plasma Physics and Nuclear Fusion do Joint European Torus (1968–1981) e chefe da seção britânica das Conferências Pugwash sobre Ciência e Negócios Mundiais (1988–2002).
Foi eleito Membro da Royal Society em 1977.